# 貓鼠麵
24°04′46″N 120°32′20″E / 24.07945°N 120.53888°E

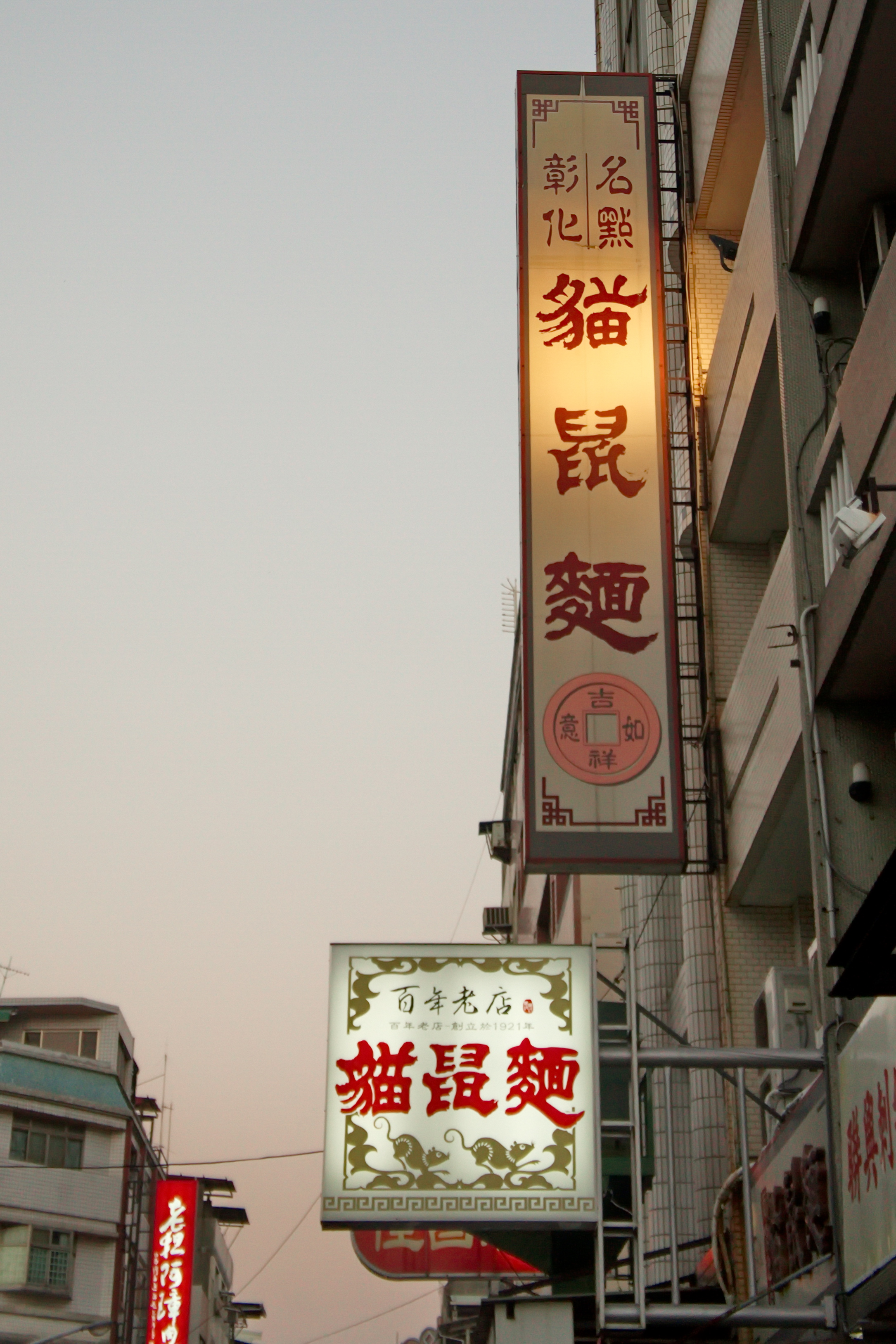
彰化市陳稜路223號貓鼠麵的招牌

貓鼠麵是臺灣中部彰化縣著名的小吃，與赤牛麵、臺南擔仔麵齊名。貓鼠麵可以算是擔仔麵的一種，擔仔麵聞名的是乾麵，而貓鼠麵則是以湯麵著名。

## 歷史

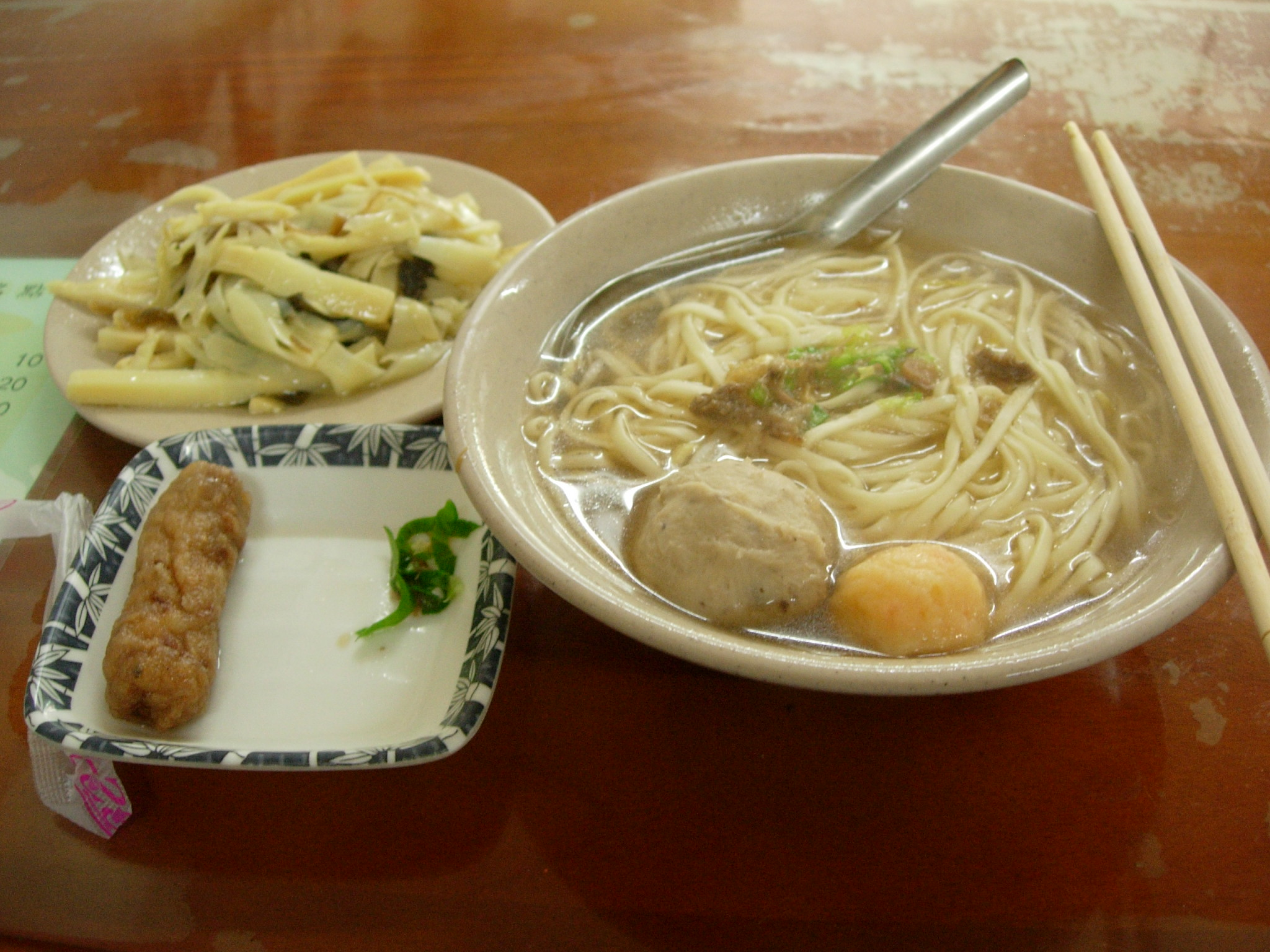
三寶貓鼠麵與筍乾

貓鼠麵自第一代創始者陳木榮創立至今已八十多年，因陳木榮身材瘦小靈活，故綽號「老鼠」。台灣話「老鼠」（白話字：niáu-chhú）漢字可寫作「貓鼠」，因而被稱為貓鼠麵。
日治時代結束後，貓鼠麵由陳木榮的姪子陳昭漢接手經營；1985年陳昭漢傳承給其子陳汝權，並註冊「正宗貓鼠麵」商標以杜絕仿冒。

## 作法
貓鼠麵的主材料是彰化縣特有的細軟寬扁形狀的油麵，以及獨特口味的高湯肉燥。
高湯肉燥是貓鼠麵好吃的秘訣之一，一般湯麵的高湯多以豬大骨來熬煮，貓鼠麵的高湯則是將豬後腿肉剁成細塊後油炸，再加上蔥、醬油與扁魚熬煮兩個小時後，再加入蔥、蒜與鮮蛤湯繼續熬煮一小時而成。
烹調時先將油麵放入滾水中燙過，起鍋後加上少許豬油、鹽、蒜末、醋，再澆上一杓高湯肉燥，即成為一碗貓鼠麵。

## 外部連結
- 貓鼠麵的Facebook專頁